# La Belle de Lodi
Pour plus de détails, voir Fiche technique et Distribution.
La Belle de Lodi (La bella di Lodi) est une comédie à l'italienne réalisée par Mario Missiroli et sortie en 1963.
Le film est basé sur la première version de 1960, publiée sous forme de nouvelle dans le magazine Il Mondo, du roman homonyme d'Alberto Arbasino, qui a coécrit le scénario avec Missiroli.

## Synopsis
Roberta et Franco se sont rencontrés par hasard sur une plage près de Marina di Pietrasanta, un après-midi d'été. Ils entament alors une relation qui les conduit dans plusieurs villes du nord de l'Italie : Modène, Bologne, Venise et Lodi. La jeune fille va jusqu'à vivre quelque temps dans un motel d'autoroute pour être proche de son amant, dans une vaine tentative de le modeler et de l'introduire ainsi dans le monde bourgeois de l'entreprenariat pour en faire un directeur commercial dans l'industrie automobile.

## Fiche technique
- Titre français : La Belle de Lodi[1]
- Titre original allemand : La bella di Lodi[2]
- Réalisateur : Mario Missiroli
- Scénario : Mario Missiroli, Alberto Arbasino d'après son roman
- Photographie : Tonino Delli Colli
- Montage : Nino Baragli
- Musique : Piero Umiliani
- Décors : Danilo Donati
- Production : Alfredo Bini
- Sociétés de production : Arco Film
- Pays de production :  Italie
- Langue originale : italien
- Format : Noir et blanc - Son mono - 35 mm
- Durée : 80 minutes
- Genre : comédie à l'italienne
- Dates de sortie :
  - Italie : 1er février 1963
  - France : 6 août 1965[1]

## Distribution
- Stefania Sandrelli : Roberta
- Ángel Aranda : Franco Garbagnati
- Elena Borgo : la grand-mère de Roberta
- Maria Monti : Annamaria
- Giuliana Pogliani
- Cesare Di Montagnano : Le grand-père de Roberta
- Gianfranco Clerici : Giorgio, le frère de Roberta
- Renato Montalbano :
- Mario Missiroli :